# Cotoneaster horizontalis

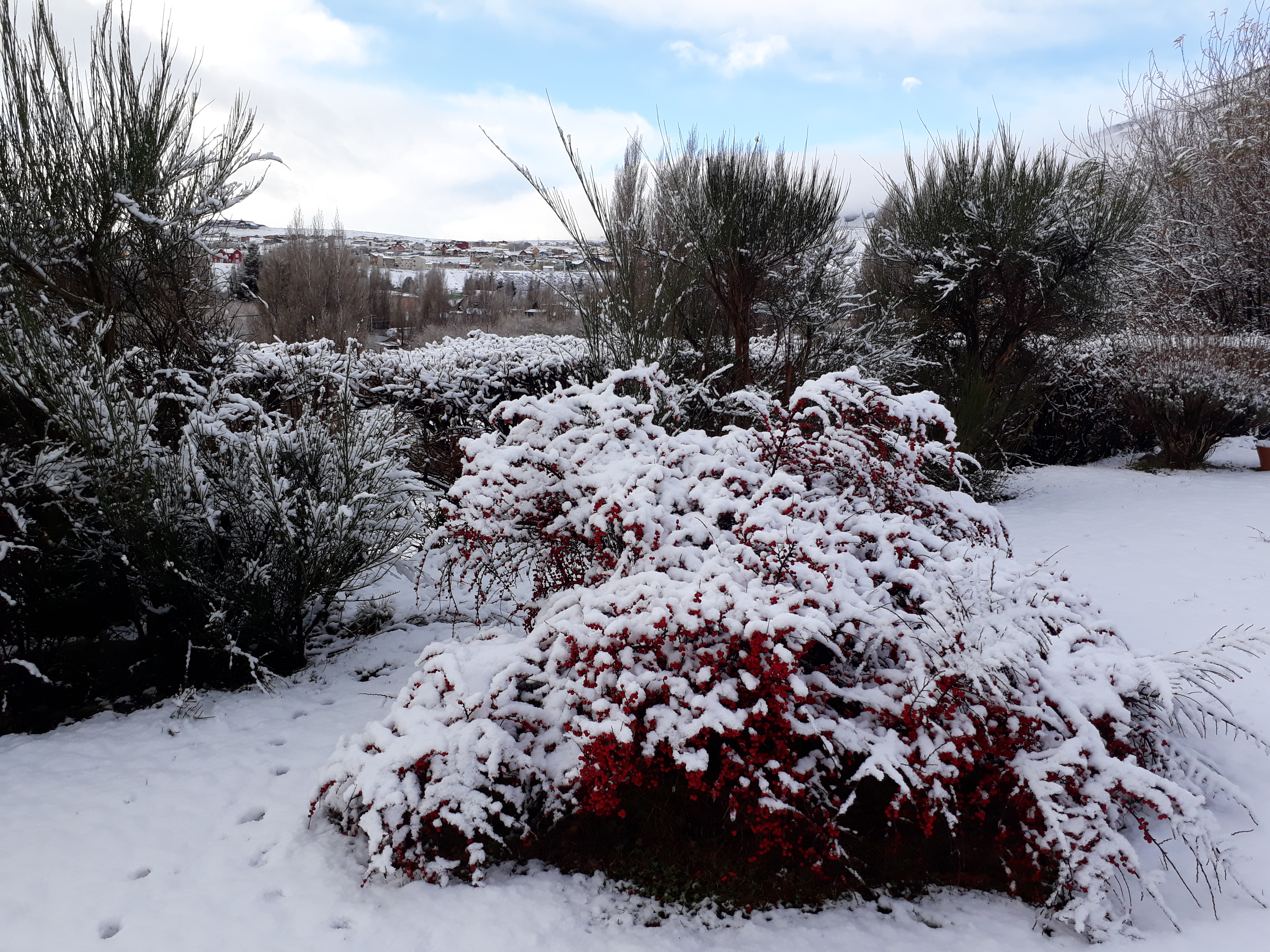
Cotoneaster Horizontalis

Cotoneaster horizontalis es una especie de arbusto perteneciente a la familia de las rosáceas. Es originaria de China.

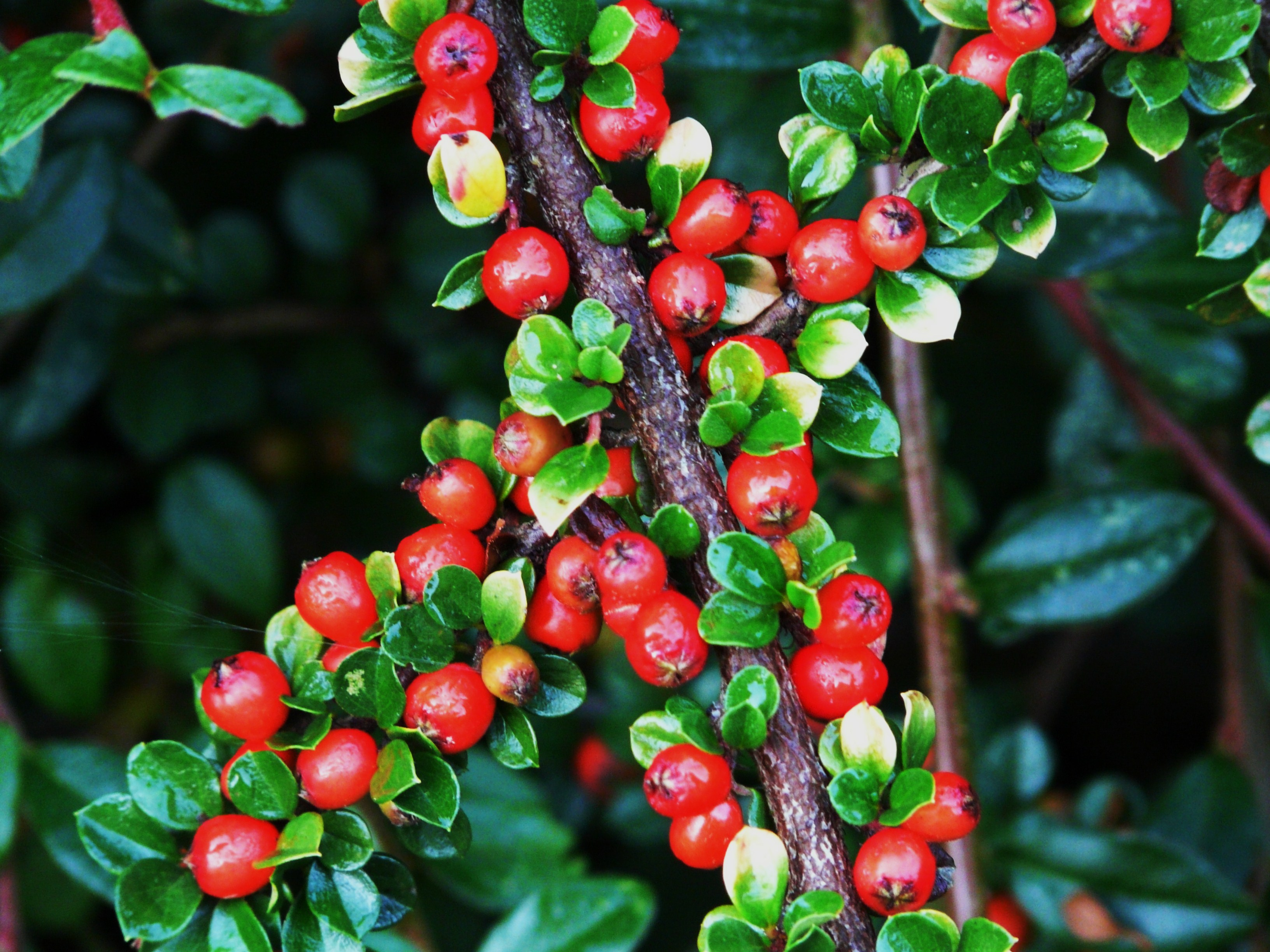
Frutos

## Descripción
Es un pequeño arbusto que se cultiva como planta ornamental en jardines y parques públicos por sus frutos decorativos. Se utiliza como cobertura del suelo. Los frutos como bayas son en realidad pomos. Los frutos son de color rojo, tóxicos, y contienen de tres a cinco semillas. Las flores pueden variar del color rosado a blanco.

## Taxonomía
Cotoneaster horizontalis fue descrita por Joseph Decaisne y publicado en Annales Générales d'Horticulture 22: 168, en el año 1877[1878].
Variedades aceptadas
- Cotoneaster horizontalis var. horizontalis
- Cotoneaster horizontalis var. perpusillus C.K. Schneid.

Sinonimia
var. horizontalis
- Cotoneaster acuminatus var. prostratus Hook. ex Decne.
- Cotoneaster symonsii Loudon ex Koehne[5]

var. perpusillus C.K.Schneid.
- Cotoneaster distichus var. perpusillus (C.K. Schneid.) C.K. Schneid.
- Cotoneaster perpusillus (C.K. Schneid.) Flinck & Hylmö[6]